# Chromakopia
Chromakopia — восьмой студийный альбом американского рэпера Tyler, the Creator. Он был выпущен на Columbia Records 28 октября 2024 года , став продолжением альбома Call Me If You Get Lost (2021). Chromakopia был написан, спродюсирован и аранжирован самим Тайлером. В альбоме выступили Дэниел Сизар, Doechii, GloRilla, LaToiya Williams, Лил Уэйн, Childish Gambino, Lola Young, Сантиголд, Schoolboy Q, Sexyy Red, и Teezo Touchdown, а в физических релизах альбома дополнительно появился Playboi Carti.
Chromakopia получил широкое признание критиков, которые хвалили лирику, слаженность и продюсирование, и даже отметили его беспорядочный и запутанный характер как положительный момент. Альбом был поддержан его лид-синглом «Noid», а также двумя промо-синглами «St. Chroma» и «Thought I Was Dead». Альбом имел коммерческий успех, дебютировав на первом месте в Billboard 200. Это стало для Тайлера третьим альбомом номер один в США и самым продаваемым альбомом на сегодняшний день. Несколько других песен из альбома также попали в чарт Billboard Hot 100, например, «Noid» и «St. Chroma».

## Предыстория
28 октября 2024 года во время эксклюзивного прослушивания Chromakopia Тайлер раскрыл смысл альбома, отметив, что изначально альбом был о его взрослении в Хоторне, Инглвуде. На сцене он рассказал, что «никто ничего не знает обо мне до 17 лет» и что альбом превратился в «кучу дерьма, которое мама рассказывала мне в детстве».
Я родился и вырос в Лос-Анджелесе, точнее, в Инглвуде и Хоторне. Изначально этот альбом был написан о том, как я рос в этих местах. Я думал: «Вот черт, никто ничего не знает обо мне до 17 лет». Люди говорят: «О, он из пригорода». Нет, ниггер, я был здесь, на соседней улице. И я не отзеркаливаю то, что они ожидают, так что... Но сейчас альбом превратился в то, что я взял кучу дерьма, которое мама рассказывала мне в детстве. Теперь, когда мне 33, все эти вещи выглядят так: «О, вот о чем, черт возьми, она говорила. О, я уже не тот парень, каким был в 20. Типа, о черт, люди стареют... У людей появляются дети и семьи, а у меня только новый Ferrari». И это действительно странно. Я набираю вес, у меня седые волосы на груди, жизнь идёт своим чередом. Не знаю, я просто хотел написать о том, о чем я думаю, когда я в печали. И я рад, что у вас есть шанс испытать это в моём родном городе. Так что спасибо всем, что пришли.

## Композиция

### Музыка
Являясь в первую очередь альбомом в стиле хип-хоп, R&B и джаз, Chromakopia использует эклектичный инструментарий. В нём сочетаются музыкальные стили, напоминающие пятый альбом Тайлера Flower Boy (2017), такие как нео-соул мелодии и синтезаторные аранжировки. В альбоме также присутствуют военные каденции и элементы соул.

### Темы и тексты песен
Музыкальные критики характеризуют Chromakopia как альбом раннего кризиса среднего возраста, вращающийся вокруг беспокойства молодых людей по поводу их новообретённой взрослой жизни.
Повествование Chromakopia ведётся от лица матери Тайлера, Бониты Смит. На создание концепции его вдохновил опыт взросления в Большом Лос-Анджелесе и жизненные уроки, которые он получил от Смит в детстве и которые он начал понимать и ценить с возрастом.

## Отзывы критиков
| Совокупная оценка    | Совокупная оценка |
| Источник             | Оценка            |
| -------------------- | ----------------- |
| AnyDecentMusic?      | 7.9/10            |
| Metacritic           | 85/100            |
| Оценки критиков      |                   |
| Источник             | Оценка            |
| AllMusic             | [ 12 ]            |
| Clash                | 9/10              |
| Consequence          | A-                |
| Dork                 | [ 15 ]            |
| The Daily Telegraph  | [ 16 ]            |
| The Guardian         | [ 17 ]            |
| The Line of Best Fit | 9/10              |
| Pitchfork            | 7.6/10            |
| Rolling Stone        | [ 19 ]            |
| The Quietus          | [ 20 ]            |

После выхода Chromakopia получила широкое признание критиков. Согласно агрегатору рецензий Metacritic, Chromakopia получила «всеобщее признание» на основе средневзвешенной оценки 85 из 100 из 16 оценок критиков. Агрегатор AnyDecentMusic? поставил альбому 7,9 из 10, основываясь на своей оценке критического консенсуса.
Рецензируя альбом для AllMusic, Дэвид Кроун заявил, что «Chromakopia — это менее связное заявление, чем привыкли слышать поклонники Тайлера; он непостоянный и откровенный одновременно, странная скороварка из хвастовства и сомнений, которая не соответствует своим ловко выстроенным и тематически плотным предшественникам». В статье для Clash Нил Смит написал, что «середина проекта продолжает победную серию альбома», однако, «хотя на пластинке нет откровенно слабых треков», иногда «темп кажется чуть менее сфокусированным, чем на предыдущих работах Тайлера». Смит заключил, что «хотя некоторые элементы кажутся немного безопасными, звуковой дизайн стал более чётким и резким», отметив при этом, что альбом демонстрирует «теперь уже отточенный стиль Тайлера в HD-славе». Журналист Consequence Джона Крюгер написал, что «материнское присутствие ощущается во всем треклисте» и что Тайлер «[исследует] свои тревоги и травмы» на протяжении всего альбома. Джейк Хокс, написавший для Dork, отметил, что Chromakopia — это проект, «который трещит по швам» и что «Тайлер каким-то образом объединяет его в нечто связное». Хоукс продолжил: «В лирическом плане Тайлер кажется самым исповедальным за последние годы», а в заключение заявил, что в альбоме «есть глубина, есть построение мира, но, что не менее важно, в нём есть и несколько абсолютных бэнгов». Алексис Петридис из The Guardian написал, что «треки смещаются и ускользают, переходя от одного звука к другому» и что часто они «полностью меняются в течение нескольких минут». Петридис заключил, что «Chromakopia в конечном итоге кажется проявлением состояния замешательства, в котором все находится в потоке и ничто не является таким, каким кажется вначале». Музыкальный критик Энтони Фантано высоко оценил поиск Тайлером самоидентификации в альбоме, заявив, что «Тайлер ясно даёт понять, что он все ещё борется за поиск себя и своего пути, и он просто очень откровенно и открыто говорит об этом», но также отметил, что «карикатурная подача и стиль производства Тайлера действительно берут верх над ним», и критикует отсутствие нового звука Тайлера в альбоме в целом, будучи производным от Igor или Call Me If You Get Lost.
Стивен Лофтин для The Line of Best Fit написал, что «исполнение Chromakopia было хорошо продумано и отточено», однако «оно грязное и правдивое». Лофтин выразил мнение, что альбом «продолжает собирать пазл Тайлера, не делая картину более ясной». Том Брейхан, написавший для Stereogum, отметил сходство альбома с альбомом Кендрика Ламара Mr. Morale & The Big Steppers (2022), отметив, что Chromakopia — это «терапевтический альбом Тайлера, его самосознательная попытка разобраться в своём дерьме на глазах у публики». Маккензи Каммингс-Грейди из Billboard написала, что альбом «содержит что-то для всех» и что «в этой универсальной и временами ностальгической конструкции альбом также невероятно рефлексивен».

### Итоговые годовые списки
| Публикация/критик    | Список                                 | Ранг | Ссылка |
| -------------------- | -------------------------------------- | ---- | ------ |
| Billboard            | Staff List: The 50 Best Albums of 2024 | 7    | [ 25 ] |
| Complex              | The 50 Best Albums of 2024             | 2    | [ 26 ] |
| Consequence          | The 50 Best Albums of 2024             | 14   | [ 27 ] |
| Cosmopolitan         | The Best Albums of 2024                | н/д  | [ 28 ] |
| Crack                | The Top 50 Albums of 2024              | 10   | [ 29 ] |
| Dazed                | The 20 Best Albums of 2024             | 8    | [ 30 ] |
| Exclaim!             | 50 Best Albums of 2024                 | 9    | [ 31 ] |
| The Guardian         | The 50 best albums of 2024             | 8    | [ 32 ] |
| Hypebeast            | The 10 Best Music Projects of 2024     | н/д  | [ 33 ] |
| The Independent      | The best albums of 2024, ranked        | 7    | [ 34 ] |
| KCRW                 | The 30 Best Albums of 2024             | 17   | [ 35 ] |
| The Line of Best Fit | The Best Albums of 2024                | 19   | [ 36 ] |
| NME                  | The 50 Best Albums of 2024             | 44   | [ 37 ] |
| NPR                  | 50 Best Albums of 2024                 | н/д  | [ 38 ] |
| Paste                | The 100 Best Albums of 2024            | 14   | [ 39 ] |
| Rolling Stone        | The 100 Best Albums of 2024            | 17   | [ 40 ] |
| The Skinny           | The Skinny's Albums of 2024            | 7    | [ 41 ] |
| Sound Opinions       | Jim DeRogatis' Best Albums of 2024     | 10   | [ 42 ] |
| Sound Opinions       | Greg Kot's Best Albums of 2024         | 8    | [ 42 ] |
| Stereogum            | The 50 Best Albums Of 2024             | 12   | [ 43 ] |
| Time Out             | The Best Albums of 2024                | 24   | [ 44 ] |
| Uproxx               | The Best Albums Of 2024                | н/д  | [ 45 ] |
| Vulture              | The Very Best Albums of 2024           | н/д  | [ 46 ] |

## Список композиций
Все треки написаны, спродюсированы и аранжированы Tyler Okonma, а ниже также отмечены дополнительные авторы. Композиция «Balloon» дополнительно спродюсирована Jayda Love.
| №                   | Название                                                             | Автор(ы) | Длительность |
| ------------------- | -------------------------------------------------------------------- | --- | ------------ |
| 1.                  | «St. Chroma» (при участии Дэниела Сизара)                            | Ashton Simmonds | 3:17         |
| 2.                  | «Rah Tah Tah»                                                        | | 2:45         |
| 3.                  | «Noid»                                                               | Paul Nyirongo | 4:44         |
| 4.                  | «Darling, I» (при участии Teezo Touchdown)                           | Kamaal Fareed Barry White | 4:13         |
| 5.                  | «Hey Jane»                                                           | | 4:00         |
| 6.                  | «I Killed You»                                                       | | 2:48         |
| 7.                  | «Judge Judy»                                                         | | 4:29         |
| 8.                  | «Sticky» (при участии GloRilla, Sexyy Red и Лил Уэйна)               | Gloria Woods Dwayne Carter, Jr. Janae Wherry Deanna Brown Deidre Brown Yamma Brown David Brown Timothy Clayton Jamal Jones Zachary Wallace Elvis Williams Rex Zamor Timothy Mosley Aaron Bolton Dudley Duverne Zachary Anson Wallace | 4:15         |
| 9.                  | «Take Your Mask Off» (при участии Дэниела Сизара и LaToiya Williams) | Kathryn Thomas Gregory Cook | 4:13         |
| 10.                 | «Tomorrow»                                                           | Simmonds | 3:02         |
| 11.                 | «Thought I Was Dead» (при участии Schoolboy Q и Santigold)           | | 3:27         |
| 12.                 | «Like Him» (при участии Lola Young)                                  | | 4:38         |
| 13.                 | «Balloon» (при участии Doechii)                                      | Jaylah Hickmon Luther Campbell Harry Wayne Casey Richard Finch James Brown Robert Ginyard | 2:34         |
| 14.                 | «I Hope You Find Your Way Home»                                      | | 4:29         |
| Общая длительность: | Общая длительность:                                                  | Общая длительность: | 52:54        |

| №                   | Название                                                     | Длительность |
| ------------------- | ------------------------------------------------------------ | ------------ |
| 11.                 | «Thought I Was Dead» (при участии Playboi Carti и Сантиголд) | 3:27         |
| 15.                 | «Mother»                                                     | 4:14         |
| Общая длительность: | Общая длительность:                                          | 57:08        |

## Чарты
| Чарт (2024)                            | Высшая позиция |
| -------------------------------------- | -------------- |
| Австралия (ARIA)                       | 1              |
| Австралия Hip Hop/R&B Albums (ARIA)    | 1              |
| Австрия (Ö3 Austria)                   | 3              |
| Бельгия/Фландрия (Ultratop)            | 2              |
| Бельгия/Валлония (Ultratop)            | 4              |
| Канада (Canadian Albums Chart)         | 1              |
| Чехия (ČNS IFPI)                       | 3              |
| Дания (Hitlisten)                      | 4              |
| Нидерланды (Album Top 100)             | 1              |
| Финляндия (Suomen virallinen lista)    | 10             |
| Франция (SNEP)                         | 19             |
| Германия (Offizielle Top 100)          | 4              |
| Венгрия (MAHASZ)                       | 7              |
| Исландия (Tónlistinn)                  | 3              |
| Ирландия (Irish Albums Chart)          | 1              |
| Италия (FIMI)                          | 10             |
| Япония (Oricon)                        | 42             |
| Литва (AGATA)                          | 2              |
| Новая Зеландия (RMNZ)                  | 1              |
| Нигерия (TurnTable)                    | 60             |
| Норвегия (VG-lista)                    | 2              |
| 4                                      |                |
| Шотландия (Scottish Albums Chart)      | 1              |
| Словакия (ČNS IFPI)                    | 2              |
| Испания (PROMUSICAE)                   | 7              |
| Швеция (Sverigetopplistan)             | 3              |
| Швейцария (Schweizer Hitparade)        | 1              |
| Великобритания (UK Albums Chart)       | 1              |
| Великобритания (UK R&B Albums Chart)   | 1              |
| США (Billboard 200)                    | 1              |
| США (Billboard Top R&B/Hip-Hop Albums) | 1              |